# The Best FIFA Football Awards 2018
I The Best FIFA Football Awards 2018 si sono svolti il 24 settembre a Londra, in Inghilterra, alla Royal Festival Hall.

## Premi

### The Best FIFA Men's Player
Una commissione ha compilato una shortlist di 10 giocatori per il The Best FIFA Men's Player.
I 10 candidati sono stati annunciati il 24 luglio 2018. I tre finalisti sono stati annunciati il 3 settembre 2018.
| Posizione       | Nome              | Club                   | Nazionalità | Percentuale |
| I finalisti     | I finalisti       | I finalisti            | I finalisti | I finalisti |
| --------------- | ----------------- | ---------------------- | ----------- | ----------- |
| 1               | Luka Modrić       | Real Madrid            | Croazia     | 29.05%      |
| 2               | Cristiano Ronaldo | Real Madrid / Juventus | Portogallo  | 19.08%      |
| 3               | Mohamed Salah     | Liverpool              | Egitto      | 11.23%      |
| Altri candidati |                   |                        |             |             |
| 4               | Kylian Mbappé     | Paris Saint-Germain    | Francia     | 10.52%      |
| 5               | Lionel Messi      | Barcellona             | Argentina   | 9.81%       |
| 6               | Antoine Griezmann | Atlético Madrid        | Francia     | 6.69%       |
| 7               | Eden Hazard       | Chelsea                | Belgio      | 5.65%       |
| 8               | Kevin De Bruyne   | Manchester City        | Belgio      | 3.54%       |
| 9               | Raphaël Varane    | Real Madrid            | Francia     | 3.45%       |
| 10              | Harry Kane        | Tottenham Hotspur      | Inghilterra | 0.98%       |

### The Best FIFA Goalkeeper
Una commissione ha compilato una shortlist di 3 portieri per il The Best FIFA Goalkeeper.
| Posizione | Nome              | Club                  | Nazionalità | Percentuale |
| --------- | ----------------- | --------------------- | ----------- | ----------- |
| 1         | Thibaut Courtois  | Chelsea / Real Madrid | Belgio      | 59.60%      |
| 2         | Hugo Lloris       | Tottenham Hotspur     | Francia     | 30.30%      |
| 3         | Kasper Schmeichel | Leicester City        | Danimarca   | 11.10%      |

### The Best FIFA Women's Player
| Posizione       | Nome               | Club            | Nazionalità  | Percentuale  |
| Le finaliste    | Le finaliste       | Le finaliste    | Le finaliste | Le finaliste |
| --------------- | ------------------ | --------------- | ------------ | ------------ |
| 1               | Marta              | Orlando Pride   | Brasile      | 14.73%       |
| 2               | Dzsenifer Marozsán | Olympique Lione | Germania     | 12.86%       |
| 3               | Ada Hegerberg      | Olympique Lione | Norvegia     | 12.60%       |
| Altre candidate |                    |                 |              |              |
| 4               | Megan Rapinoe      | Seattle Reign   | Stati Uniti  | 11.64%       |
| 5               | Pernille Harder    | Wolfsburg       | Danimarca    | 10.08%       |
| 6               | Lucy Bronze        | Olympique Lione | Inghilterra  | 8.65%        |
| 7               | Amandine Henry     | Olympique Lione | Francia      | 8.11%        |
| 8               | Wendie Renard      | Olympique Lione | Francia      | 7.89%        |
| 9               | Samantha Kerr      | Sky Blue        | Australia    | 6.78%        |
| 10              | Saki Kumagai       | Olympique Lione | Giappone     | 6.66%        |

### The Best FIFA Men's Coach
| Posizione       | Nome                 | Squadra         | Percentuale |
| I finalisti     | I finalisti          | I finalisti     | I finalisti |
| --------------- | -------------------- | --------------- | ----------- |
| 1               | Didier Deschamps     | Francia         | 30.52%      |
| 2               | Zinédine Zidane      | Real Madrid     | 25.74%      |
| 3               | Zlatko Dalić         | Croazia         | 11.81%      |
| Altri candidati |                      |                 |             |
| 4               | Pep Guardiola        | Manchester City | 11.46%      |
| 5               | Jürgen Klopp         | Liverpool       | 7.18%       |
| 6               | Diego Simeone        | Atlético Madrid | 3.23%       |
| 7               | Roberto Martínez     | Belgio          | 2.61%       |
| 8               | Ernesto Valverde     | Barcellona      | 2.39%       |
| 9               | Stanislav Čerčesov   | Russia          | 2.14%       |
| 10              | Gareth Southgate     | Inghilterra     | 1.57%       |
| 11              | Massimiliano Allegri | Juventus        | 1.35%       |

### The Best FIFA Women's Coach
| Posizione       | Nome                     | Squadra         | Percentuale |
| I finalisti     | I finalisti              | I finalisti     | I finalisti |
| --------------- | ------------------------ | --------------- | ----------- |
| 1               | Reynald Pedros           | Olympique Lione | 23.15%      |
| 2               | Sarina Wiegman           | Paesi Bassi     | 15.31%      |
| 3               | Asako Takakura           | Giappone        | 12.80%      |
| Altri candidati |                          |                 |             |
| 4               | Emma Hayes               | Chelsea         | 10.73%      |
| 5               | Stephan Lerch            | VfL Wolfsburg   | 9.21%       |
| 6               | Martina Voss-Tecklenburg | Svizzera        | 7.42%       |
| 7               | Vadão                    | Brasile         | 6.66%       |
| 8               | Jorge Vilda              | Spagna          | 5.93%       |
| 9               | Mark Parsons             | Portland Thorns | 5.04%       |
| 10              | Alen Stajcic             | Australia       | 3.75%       |

### FIFA Fair Play Award
| Giocatore   | Motivazione                                                                                             |
| ----------- | --- |
| Lennart Thy | Per aver saltato una partita di Eredivisie per donare cellule staminali ad un paziente con la leucemia. |

### FIFA Puskás Award
Il premio per il gol migliore dell'anno è stato vinto da Mohamed Salah per la rete segnata il 10 dicembre 2017 nella gara di Premier League tra Liverpool e Everton.

### FIFA Fan Award
| Posizione | Tifosi                            | Incontro                               | Competizione   | Data            | Percentuale |
| --------- | --------------------------------- | -------------------------------------- | -------------- | --------------- | ----------- |
| 1         | Tifosi del Perù                   | Vari match                             | Mondiale 2018  | giugno 2018     | 74%         |
| 2         | Sebastián Carrera                 | Coquimbo Unido - Deportes Puerto Montt | Primera B 2017 | 22 ottobre 2017 | 19%         |
| 3         | Tifosi del Giappone e del Senegal | Vari match                             | Mondiale 2018  | giugno 2018     | 7%          |

### FIFA FIFPro World11
| Nome              | Club di appartenenza   |
| Portiere          | Portiere               |
| ----------------- | ---------------------- |
| David de Gea      | Manchester United      |
| Difensori         |                        |
| Dani Alves        | Paris Saint-Germain    |
| Raphaël Varane    | Real Madrid            |
| Sergio Ramos      | Real Madrid            |
| Marcelo           | Real Madrid            |
| Centrocampisti    |                        |
| Luka Modrić       | Real Madrid            |
| N'Golo Kanté      | Chelsea                |
| Eden Hazard       | Chelsea                |
| Attaccanti        |                        |
| Kylian Mbappé     | Paris Saint-Germain    |
| Lionel Messi      | Barcellona             |
| Cristiano Ronaldo | Real Madrid / Juventus |